# Tegorhynchus africanus
Tegorhynchus africanus är en hakmaskart som först beskrevs av Yves-Jean Golvan 1955.  Tegorhynchus africanus ingår i släktet Tegorhynchus och familjen Illiosentidae. Inga underarter finns listade i Catalogue of Life.